# Tyrrell 014
Chronologie des modèles (1985-1986)
Tyrrell 012 Tyrrell 015
La Tyrrell 014 est une monoplace de Formule 1 engagée par l'écurie britannique Tyrrell Racing dans le cadre du championnat du monde de Formule 1 1985, à partir de la septième manche de la saison, en France. Elle est pilotée par le Britannique Martin Brundle et l'Allemand Stefan Bellof, remplacé successivement par l'Italien Ivan Capelli et le Français Philippe Streiff. Elle est mue par un moteur V6 Renault turbocompressé.
En 1986, la Tyrrell 014, toujours pilotée par Martin Brundle et Philippe Streiff, est engagée pour les trois premières manches, ainsi qu'au Canada et à Détroit pour le seul Streiff.

## Résultats en championnat du monde de Formule 1
| Saison | Écurie                      | Moteur            | Pneus    | Pilotes          | Courses | Courses | Courses | Courses | Courses | Courses | Courses | Courses | Courses | Courses | Courses | Courses | Courses | Courses | Courses | Courses | Points inscrits | Classement |
| Saison | Écurie                      | Moteur            | Pneus    | Pilotes          | 1       | 2       | 3       | 4       | 5       | 6       | 7       | 8       | 9       | 10      | 11      | 12      | 13      | 14      | 15      | 16      | Points inscrits | Classement |
| ------ | --------------------------- | ----------------- | -------- | ---------------- | ------- | ------- | ------- | ------- | ------- | ------- | ------- | ------- | ------- | ------- | ------- | ------- | ------- | ------- | ------- | ------- | --------------- | ---------- |
| 1985   | Tyrrell Racing Organisation | Renault EF4B V6 T | Goodyear |                  | BRÉ     | POR     | SMR     | MON     | CAN     | DET     | FRA     | GBR     | ALL     | AUT     | P-B     | ITA     | BEL     | EUR     | AFS     | AUS     | 3*              | 10e        |
| 1985   | Tyrrell Racing Organisation | Renault EF4B V6 T | Goodyear | Martin Brundle   |         |         |         |         |         |         | Abd.    | 7e      |         |         | 7e      | 8e      | 13e     | Abd.    | 7e      | Nc.     | 3*              | 10e        |
| 1985   | Tyrrell Racing Organisation | Renault EF4B V6 T | Goodyear | Stefan Bellof    |         |         |         |         |         |         |         |         | 8e      | 7e      | Abd.    |         |         |         |         |         | 3*              | 10e        |
| 1985   | Tyrrell Racing Organisation | Renault EF4B V6 T | Goodyear | Ivan Capelli     |         |         |         |         |         |         |         |         |         |         |         |         |         | Abd.    |         | 4e      | 3*              | 10e        |
| 1985   | Tyrrell Racing Organisation | Renault EF4B V6 T | Goodyear | Philippe Streiff |         |         |         |         |         |         |         |         |         |         |         |         |         |         | Abd.    |         | 3*              | 10e        |
| 1986   | Data General Team Tyrrell   | Renault EF4B V6 T | Goodyear |                  | BRÉ     | ESP     | SMR     | MON     | BEL     | CAN     | DET     | FRA     | GBR     | ALL     | HON     | AUT     | ITA     | POR     | MEX     | AUS     | 11*             | 7e         |
| 1986   | Data General Team Tyrrell   | Renault EF4B V6 T | Goodyear | Martin Brundle   | 5e      | Abd.    | 8e      |         |         |         |         |         |         |         |         |         |         |         |         |         | 11*             | 7e         |
| 1986   | Data General Team Tyrrell   | Renault EF4B V6 T | Goodyear | Philippe Streiff | 7e      | Abd.    | Abd.    |         |         | 11e     | 9e      |         |         |         |         |         |         |         |         |         | 11*             | 7e         |

Légende : ici
- 4 points marqués en 1985 avec la Tyrrell 012.
- 9 points marqués en 1986 avec la Tyrrell 015.